# Thrixspermum fimbriatum
Thrixspermum fimbriatum är en orkidéart som först beskrevs av Henry Nicholas Ridley, och fick sitt nu gällande namn av Jeffrey James Wood. Thrixspermum fimbriatum ingår i släktet Thrixspermum och familjen orkidéer. Inga underarter finns listade i Catalogue of Life.